# Antrodiaetus yesoensis
Antrodiaetus yesoensis is een spinnensoort uit de familie Antrodiaetidae. De soort komt voor in Japan.